# Diocesi di Goroka
La diocesi di Goroka (in latino Dioecesis Gorokana) è una sede della Chiesa cattolica in Papua Nuova Guinea suffraganea dell'arcidiocesi di Mount Hagen. Nel 2021 contava 15.199 battezzati su 650.000 abitanti. È retta dal vescovo Walenty Gryk, S.V.D.

## Territorio
La diocesi comprende la provincia degli Altopiani Orientali sull'isola della Nuova Guinea.
Sede vescovile è la città di Goroka. A Kefamo, presso Goroka, si trova la cattedrale di Santa Maria Aiuto dei Cristiani.
Il territorio è suddiviso in 9 parrocchie.

## Storia
Il vicariato apostolico di Goroka fu eretto il 18 giugno 1959 con la bolla Prophetica vox di papa Giovanni XXIII, ricavandone il territorio dal vicariato apostolico di Alexishafen (oggi arcidiocesi di Madang).
Il 15 novembre 1966 il vicariato apostolico è stato elevato a diocesi con la bolla Laeta incrementa di papa Paolo VI.
Originariamente suffraganea dell'arcidiocesi di Madang, il 18 marzo 1982 è entrata a far parte della provincia ecclesiastica dell'arcidiocesi di Mount Hagen.
L'8 giugno dello stesso anno ha ceduto una porzione del suo territorio a vantaggio dell'erezione della diocesi di Kundiawa.

## Cronotassi dei vescovi
Si omettono i periodi di sede vacante non superiori ai 2 anni o non storicamente accertati.
- Bernard Schilling, S.V.D. † (19 dicembre 1959 - 15 novembre 1966 dimesso)
- John Edward Cohill, S.V.D. † (15 novembre 1966 - 30 agosto 1980 dimesso)
- Raymond Rodly Caesar, S.V.D. † (30 agosto 1980 succeduto - 18 giugno 1987 deceduto)
- Michael Marai † (25 ottobre 1988 - 15 novembre 1994 dimesso)
- Francesco Sarego, S.V.D. (6 dicembre 1995 - 9 giugno 2016 ritirato)
- Dariusz Piotr Kałuża, M.S.F. (9 giugno 2016 - 12 settembre 2020 nominato vescovo di Bougainville)
- Walenty Gryk, S.V.D., dal 14 febbraio 2022

## Statistiche
La diocesi nel 2021 su una popolazione di 650.000 persone contava 15.199 battezzati, corrispondenti al 2,3% del totale.
| anno | popolazione | popolazione | popolazione | presbiteri | presbiteri | presbiteri | presbiteri                | diaconi | religiosi | religiosi | parrocchie |
| anno | battezzati  | totale      | %           | numero     | secolari   | regolari   | battezzati per presbitero | diaconi | uomini    | donne     | parrocchie |
| ---- | ----------- | ----------- | ----------- | ---------- | ---------- | ---------- | ------------------------- | ------- | --------- | --------- | ---------- |
| 1970 | 76.327      | 410.000     | 18,6        | 29         | 2          | 27         | 2.631                     | 1       | 48        | 19        |            |
| 1980 | 86.126      | 350.450     | 24,6        | 20         | 1          | 19         | 4.306                     | 1       | 30        | 14        | 15         |
| 1990 | 18.000      | 300.000     | 6,0         | 16         | 2          | 14         | 1.125                     |         | 26        | 30        | 9          |
| 1999 | 13.647      | 310.000     | 4,4         | 12         |            | 12         | 1.137                     |         | 22        | 21        | 8          |
| 2000 | 13.627      | 315.000     | 4,3         | 12         | 1          | 11         | 1.135                     |         | 21        | 20        | 9          |
| 2001 | 13.113      | 385.000     | 3,4         | 14         | 2          | 12         | 936                       |         | 22        | 22        | 9          |
| 2002 | 14.000      | 385.000     | 3,6         | 15         | 3          | 12         | 933                       |         | 21        | 21        | 8          |
| 2003 | 15.932      | 390.000     | 4,1         | 12         | 2          | 10         | 1.327                     |         | 17        | 19        | 8          |
| 2004 | 13.500      | 429.480     | 3,1         | 10         | 2          | 8          | 1.350                     |         | 14        | 21        | 9          |
| 2006 | 16.393      | 440.000     | 3,7         | 12         | 2          | 10         | 1.366                     |         | 15        | 24        | 9          |
| 2013 | 15.511      | 530.000     | 2,9         | 11         | 2          | 9          | 1.410                     |         | 13        | 20        | 10         |
| 2016 | 16.250      | 600.000     | 2,7         | 10         | 2          | 8          | 1.625                     |         | 11        | 19        | 9          |
| 2019 | 14.898      | 597.560     | 2,5         | 15         | 4          | 11         | 993                       |         | 18        | 14        | 9          |
| 2021 | 15.199      | 650.000     | 2,3         | 13         | 3          | 10         | 1.169                     |         | 14        | 14        | 9          |